# 사다촌 (오사카부)
사다촌(일본어: 蹉跎村)은 일본 오사카부 기타카와치군에 설치되었던 촌이다. 현재의 히라카타시 남서부에 해당한다.

## 역사
- 1889년 4월 1일 - 정촌제 시행에 의해 맛타군 사다촌이 성립하였다.
- 1896년 4월 1일 - 군 통합에 의해 기타카와치군이 성립하였다.
- 1938년 11월 3일 - 히라카타정, 도노야마정, 야마다촌, 구즈하촌, 가와고에촌과 합병해, 새로운 히라카타정이 성립하여, 동일 사다촌은 폐지되었다.

## 교통

### 철도
- 게이한 전기 철도
  - 게이한 본선

### 도로
- 교 가도

## 참고문헌
- 가도카와 일본 지명 대사전 27 大阪府